# Högsjön (Tryserums socken, Småland)
Högsjön är en sjö i Valdemarsviks kommun och Åtvidabergs kommun i Småland och ingår i Vindåns huvudavrinningsområde. Sjön har en area på 0,311 kvadratkilometer och ligger 58 meter över havet.

## Delavrinningsområde
Högsjön ingår i det delavrinningsområde (644831-154021) som SMHI kallar för Mynnar i Vindommen. Medelhöjden är 63 meter över havet och ytan är 26,4 kvadratkilometer. Det finns inga avrinningsområden uppströms utan avrinningsområdet är högsta punkten. Vattendraget som avvattnar avrinningsområdet har biflödesordning 2, vilket innebär att vattnet flödar genom totalt 2 vattendrag innan det når havet efter 24 kilometer. Avrinningsområdet består mestadels av skog (68 procent) och jordbruk (15 procent). Avrinningsområdet har 1,97 kvadratkilometer vattenytor vilket ger det en sjöprocent på 7,4 procent.